# 布瓦
布瓦（法語：Bois，法語發音：[bwa] ⓘ）是法国滨海夏朗德省的一个市镇，位于该省南部，属于容扎克区。

## 地理
布瓦（45°29'17"N, 0°35'55"W）面积21.12 平方千米，位于法国新阿基坦大区滨海夏朗德省，该省份为法国西部滨海省份，北起旺代省，西临大西洋，南至吉倫特省，东南接多爾多涅省，东北接德塞夫勒省接壤，东临夏朗德省。
与布瓦接壤的市镇（或旧市镇、城区）包括：尚帕尼奥勒、洛里尼亚克、普拉萨克、圣西耶迪塔永、圣热尼德桑通日、圣帕莱德菲奥兰。

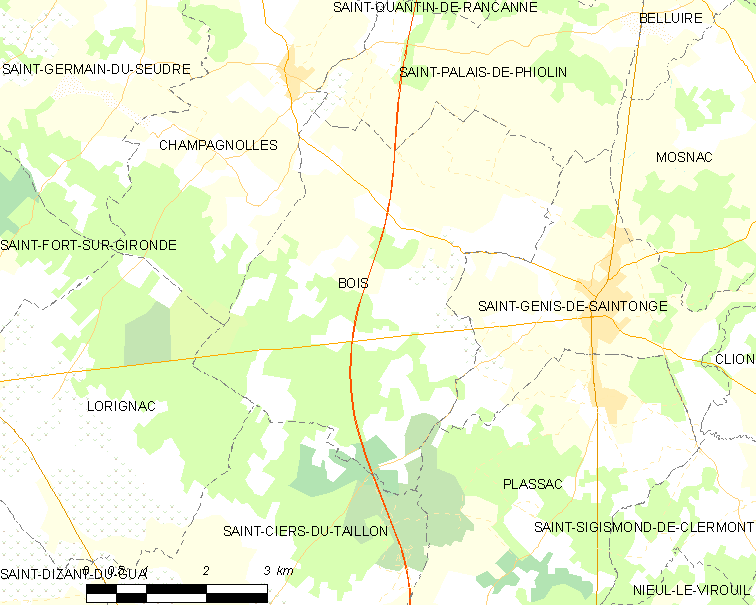
布瓦的OSM定位图

布瓦的时区为UTC+01:00、UTC+02:00（夏令时）。

## 行政
布瓦的邮政编码为17240，INSEE市镇编码为17050。

## 政治
布瓦所属的省级选区为蓬镇县。

## 人口

1962-2008年间布瓦人口变化图示

布瓦于2022年1月1日时的人口数量为519人。